# 禅源寺
禅源寺（ぜんげんじ）は、愛知県稲沢市稲葉1丁目6-2にある臨済宗妙心寺派の寺院。山号は金華山。本尊は十一面観音菩薩。永和2年（1376年）創建。

## 歴史

### 創建と再興
寺伝によると、永和2年（1376年）3月、寧一山国師の法孫でもある南禅寺第47世の太清宗渭和尚が禅源寺を創建した。太清宗渭和尚は明徳2年（1391年）に京都で遷化した。
その後の約150年間は住職も不詳であるが、永正9年（1512年）には妙心寺から訪れた勝岩和尚が荒廃していた禅源寺を再興した。勝岩和尚は中興開山とされ、天文20年（1551年）3月2日に遷化した。

### 近世

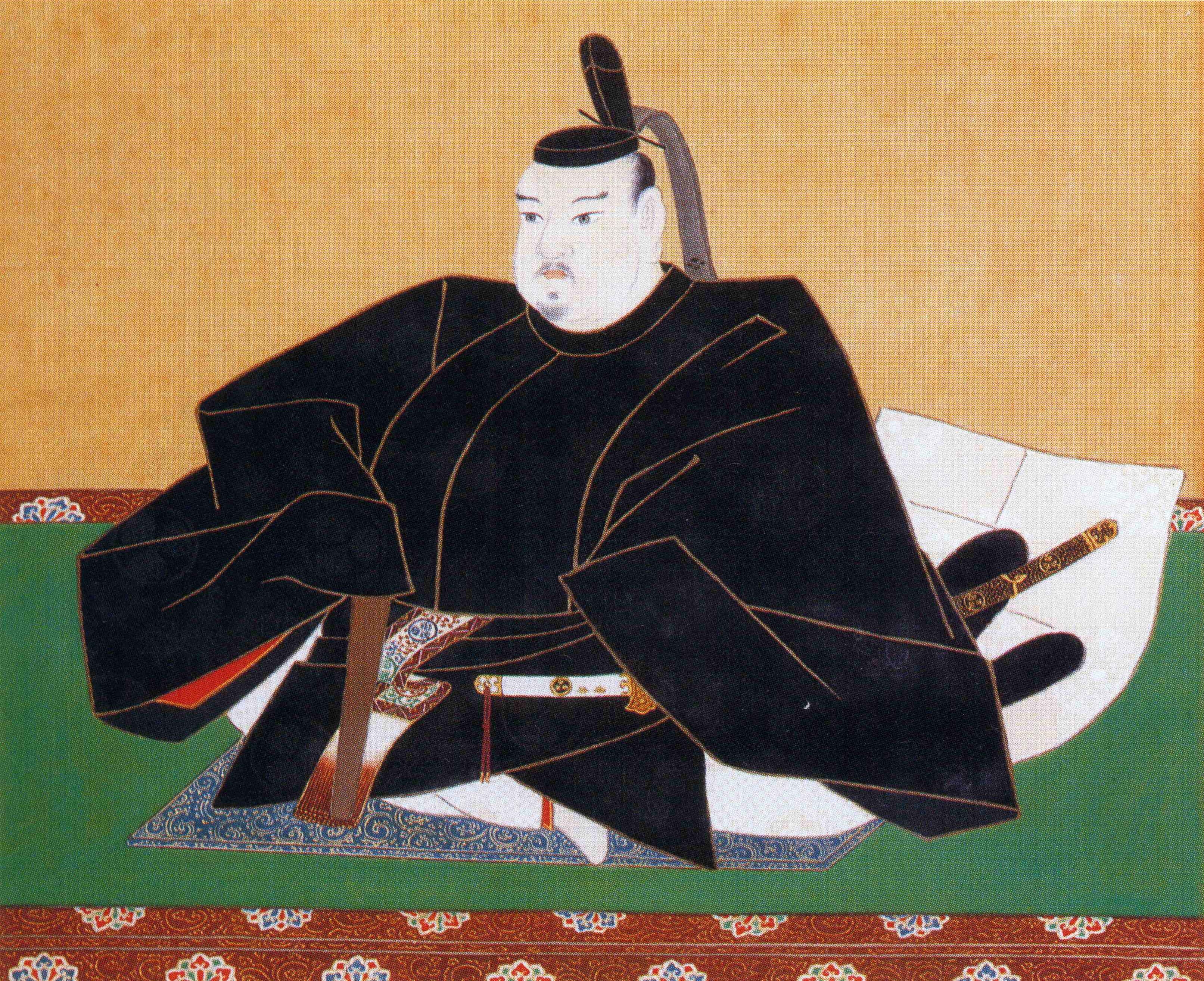
上洛時に宿とした徳川家光

寛永4年（1627年）3月には虎岩和尚が継ぐと、寛永11年（1634年）7月6日には徳川家光が上洛した際に禅源寺を宿とした。この際に不快の病が治癒したとされ、老中の酒井忠勝によって虎岩和尚は家光への拝謁を賜り、御紋附白綾一巻、御惟子一重外、御紋附朝鮮茶碗一個を拝領したほか、表道具に葵紋を使用することを許された。8月には砂が噴出して堂宇が破損したことから、約2町北の現在地に移転した。
慶安元年（1648年）、虎岩和尚は尾張藩初代藩主である徳川義直への拝謁を許された。境内に玄沙軒と阿弥陀堂を建立し、中島郡長束村（現・稲沢市）に大光寺を創建した。隠居後には伊勢国員弁郡阿下喜村（現・いなべ市）に見性寺を創建し、寛文7年（1667年）5月28日に阿下喜村で遷化した。
虎岩和尚の隠居後はしばらく無住だったが、寛文5年（1665年）8月には満源和尚が訪れ、寛文6年（1666年）に本堂を再建した。満源和尚は宝永元年（1704年）正月、中島郡稲島村法成寺（現・稲沢市）に菩提寺を創建し、宝永7年（1710年）10月23日に入寂した。

### 近代・現代
1869年（明治2年）12月下旬には稲葉宿を発端とする農民一揆が起こった。年貢の減免や御救米の支給を求める一揆が尾張地方西部一帯に広がり、勃発地の名前を取って稲葉騒動と呼ばれた。約3万5000人もの農民が参加し、稲葉村にあった大地主の山田市三郎家などが襲撃を受けているが、禅源寺の鐘の音が一揆の合図だった。
1880年（明治13年）10月17日には禅源寺近くに後の中高記念館が建築され、1887年（明治20年）4月からは中島郡高等小学校（現・稲沢市立稲沢西小学校）として使用されたが、竣工時点ではどのような用途だったかは定かでない。1891年（明治24年）10月28日の濃尾地震では本堂が倒壊した。本堂は濃尾地震後に再建された。
1959年（昭和34年）9月26日に尾張地方を通過した伊勢湾台風の際には、稲沢市でも死者6人、全壊139戸、半壊182戸という大きな被害があった。同年10月24日には愛知県の合同慰霊祭に合わせて、禅源寺において犠牲者の慰霊法要が営まれた。
2006年（平成18年）には稲沢市教育委員会によって『稲沢市史資料第42編 禅源寺文書』が発行された。

## 境内

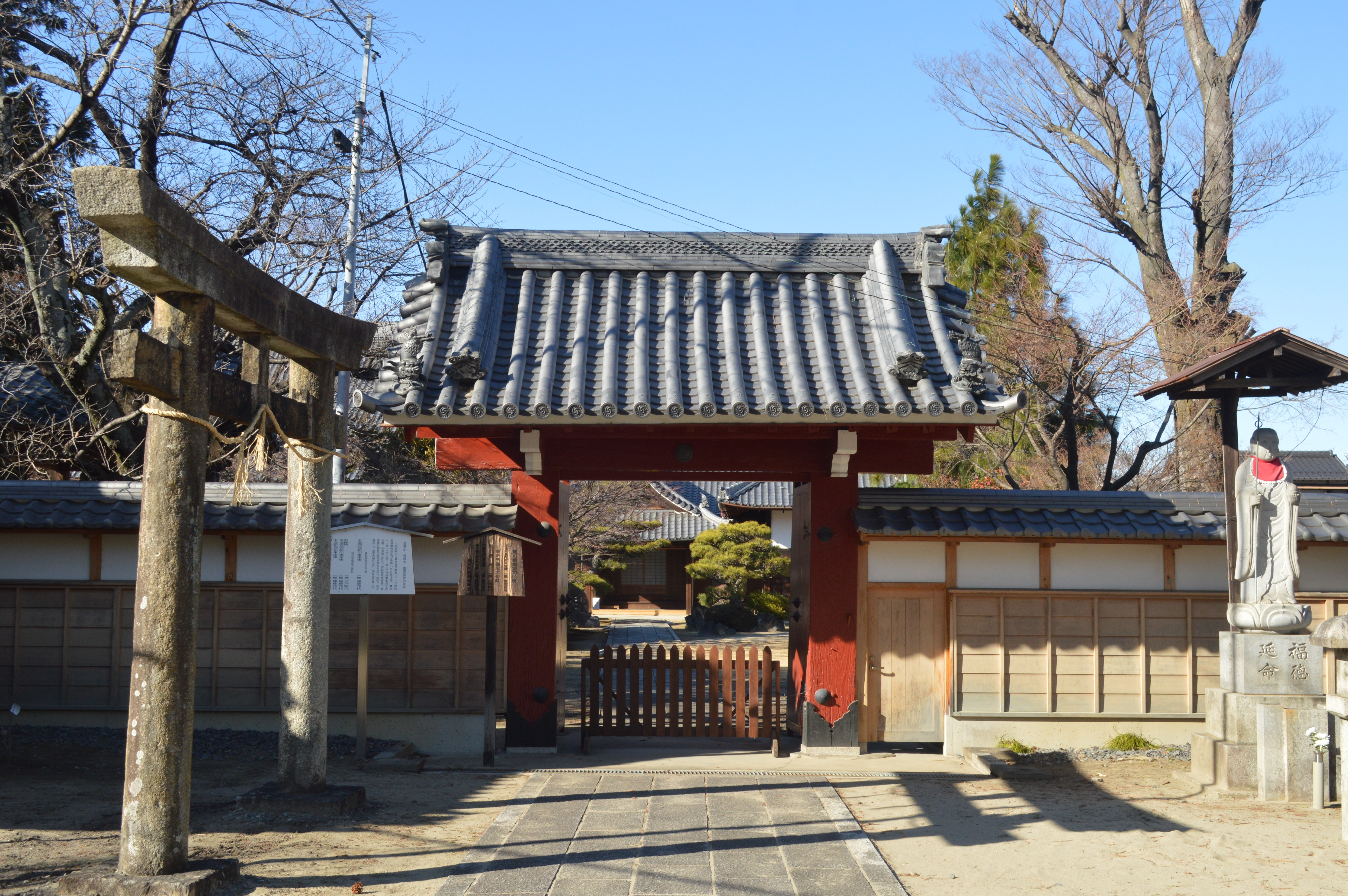
総門

- 本堂 - 1891年（明治24年）10月28日の濃尾地震後に再建。
- 書院
- 庫裏 - 明和3年（1766年）竣工[3]。
- 玄関
- 開山堂
- 総門 - 安永元年（1772年）竣工[3]。
- 勅使門（中門）寛永年間（1624年～1644年）頃竣工[9][10]。
- 裏門
- 鐘楼 - 一間鐘楼。明和3年（1766年）竣工[3]。
- 秋葉堂

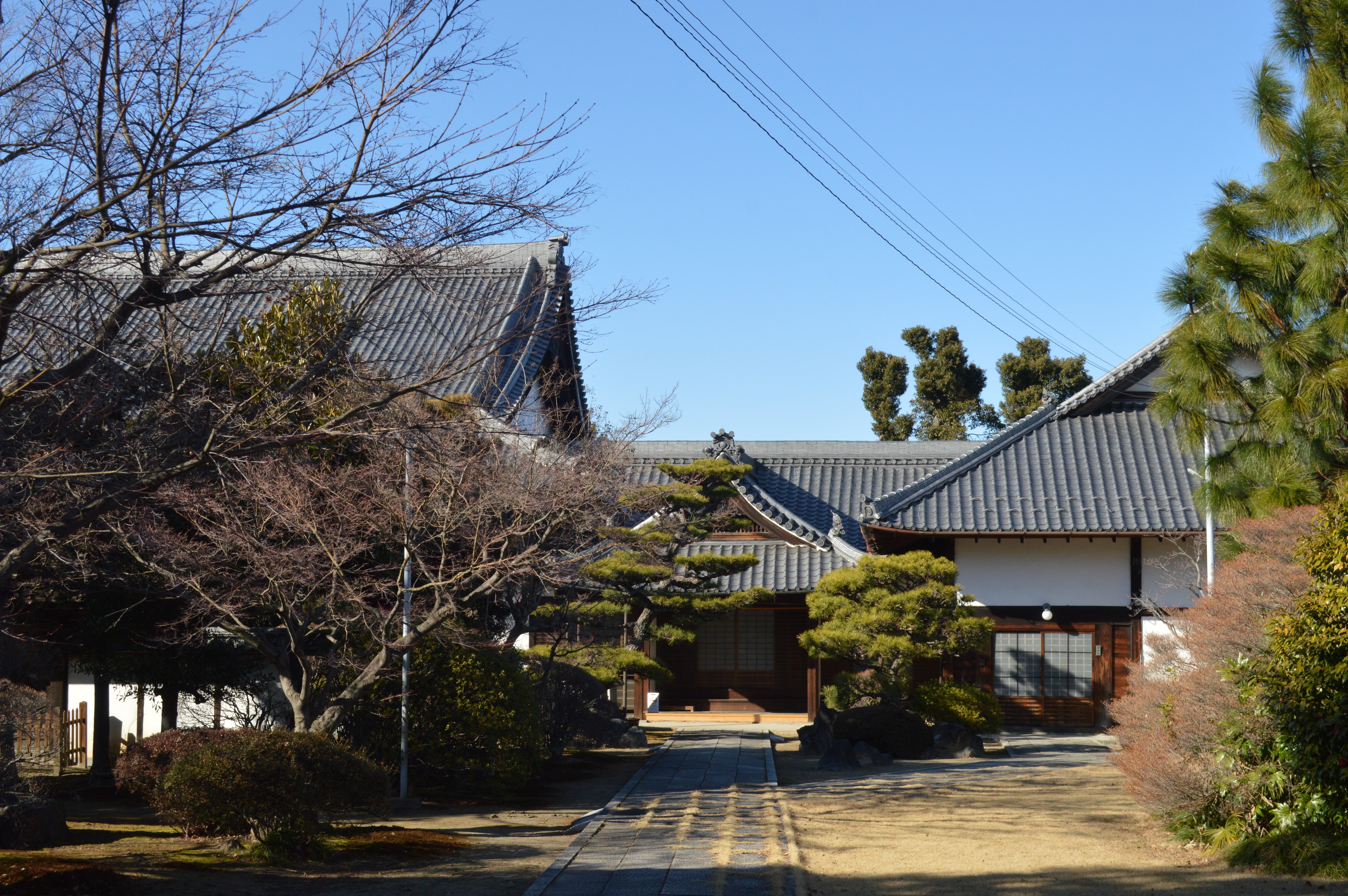
本堂、玄関、庫裏
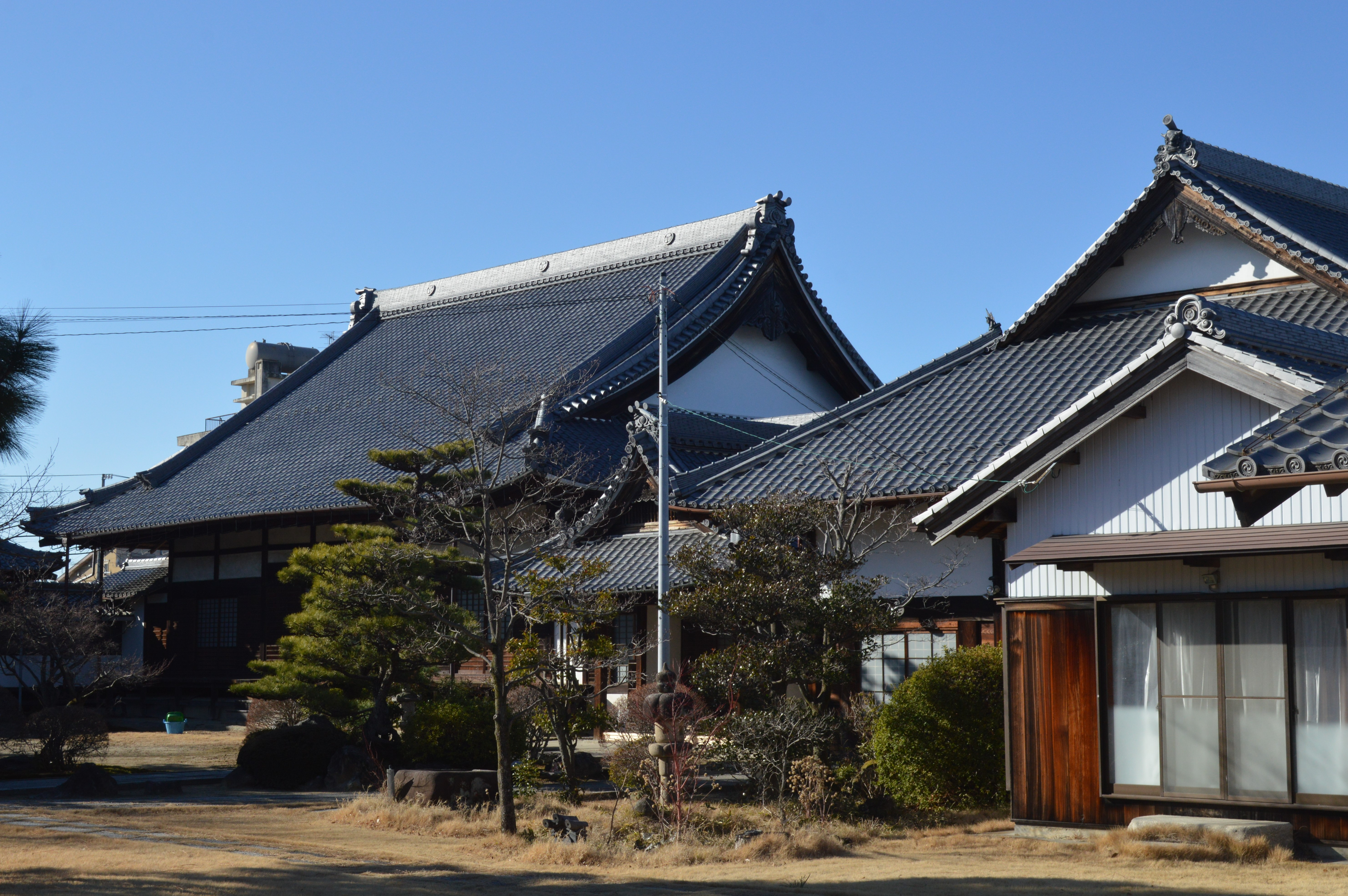
境内

## 文化財

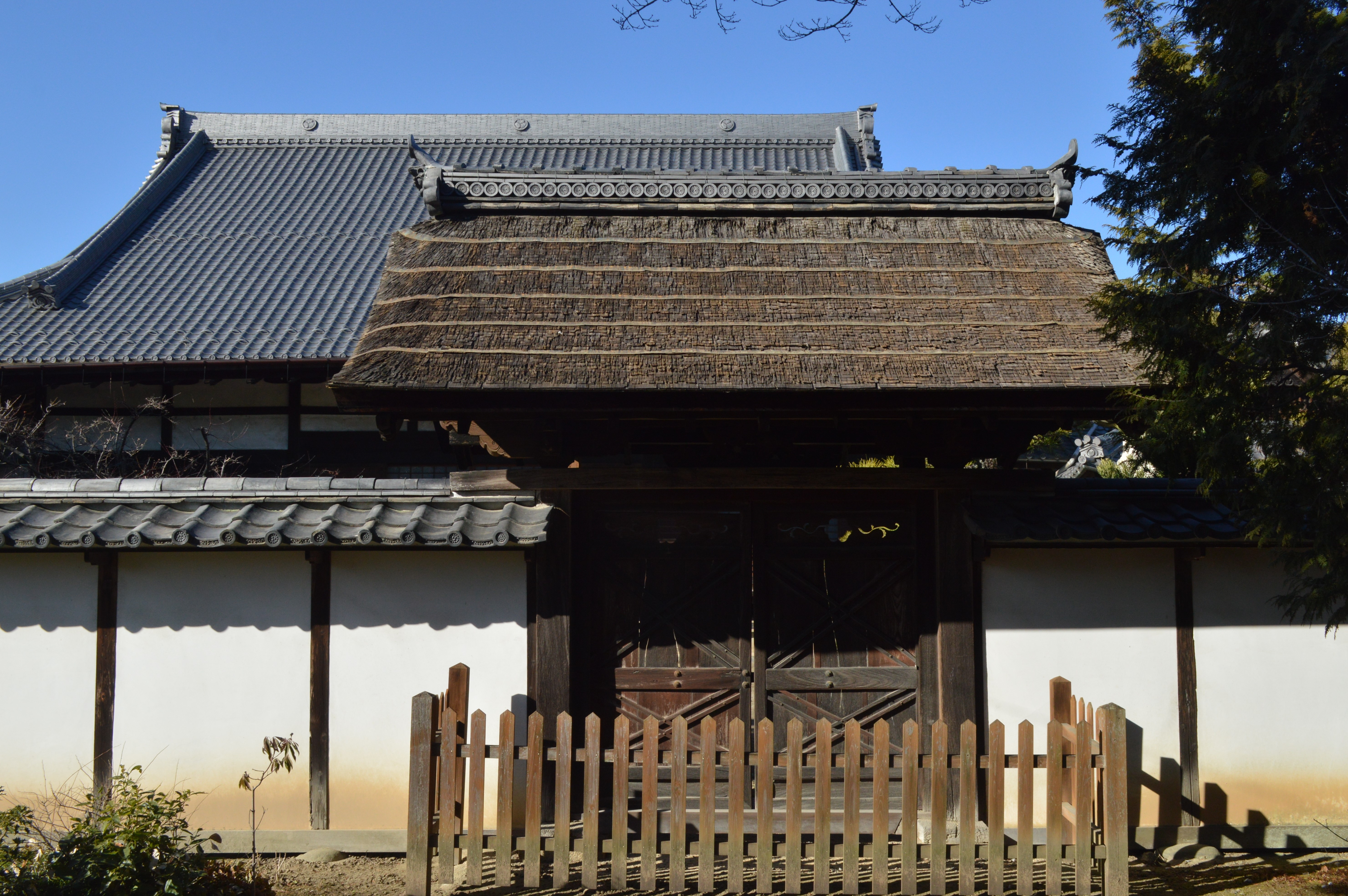
勅使門

### 県指定文化財
- 木造阿弥陀如来坐像（彫刻） - 像高137.2cm[11][12][13]。桧材、寄木造、螺髪彫出、彫眼[11][12][13]。鎌倉時代の作[13]。作者は不詳だが慶派の作風を学んだ仏師とされ、鎌倉時代前期の半丈六像の好例とされる[12]。1985年（昭和60年）11月25日指定[13]。2004年度と2005年度に保存修理[12]。

### 市指定文化財
- 勅使門（建造物） - 一間薬医門、檜皮葺[9][10]。寛永年間（1624年～1644年）頃に稲葉宿脇本陣の吉田又吉の寄進で竣工[9][10]。1979年（昭和54年）11月1日指定[10]。1992年（平成4年）に保存修理[9][10]。
- 木造釈迦如来坐像（彫刻） - 像高69.7cm[14][15]。桧材、寄木造、玉眼嵌入[14][15]。1980年（昭和55年）11月1日指定[14][15]。1996年度保存修理[14][15]。
- 木造阿弥陀如来坐像（彫刻） - 像高57.5cm[16]。桧材、一木造、内刳なし、彫眼[16][17]。平安時代の11世紀末から12世紀初頃の作[16][17]。2001年（平成13年）11月1日指定[16][17]。
- 絹本著色毘沙門天像（絵画） - 縦79.5cm、横32.3cm[18][19]。作者は不詳だが室町時代中期の作とされる[18]。一面十臂の毘沙門天像であり、脇侍として吉祥天と善賦師童子を従えている[18][19]。1987年（昭和62年）11月2日指定[18][19]。1997年度保存修理[18][19]。

## 歴代住職
- 初代 大清 - 開山。
- 第2代 勝岩 - 中興開山。
- 第3代 明岫
- 第4代 廣夏
- 第5代 生翁
- 第6代 晣岩
- 第7代 宗文
- 第8代 虎岩
- 第9代 満源
- 第10代 喝源

- 第11代 霊隠
- 第12代 法巌
- 第13代 実洲
- 第14代  大澄
- 第15代 令道
- 第16代 海巌
- 第17代 浩学
- 第18代 桂巌
- 第19代 文桂

## 現地情報
所在地
- 492-8219 愛知県稲沢市稲葉1丁目6-2

アクセス
- 名鉄名古屋本線国府宮駅から徒歩約20分[20]